# 世田谷区立給田小学校
世田谷区立給田小学校（せたがやくりつきゅうでんしょうがっこう）は、東京都世田谷区給田四丁目にある公立小学校。平成19年度から 地域運営学校に指定されている。給田、北烏山、南烏山の一部を校区としている。

## 沿革
- 1961年（昭和36年）4月1日 - 開校[1]。

## 教育

### はだし教育
- 1980年代からはだし教育を実施。一時校舎改築のため、安全のためにはだし活動は休止されていたが、新校舎落成後に再開されている。現在も伝統として大切にされている。

### 一輪車教育
- 1980年代から一輪車を導入。全国各地の学校教育への先駆けとなった。

## 薄着
- 学校内では薄着の生活として体操服で過ごす。

## 通学区域
出典
- 給田3丁目（25～34番）
- 給田4丁目（全域）
- 給田5丁目（全域）
- 北烏山5丁目（19～23番）
- 北烏山7丁目（全域）
- 北烏山8丁目（全域）
- 北烏山9丁目（全域）
- 南烏山6丁目（16～25番）

## 進学先中学校
出典
- 世田谷区立上祖師谷中学校 - 下記烏山中学校の通学区域を除く地域から通う児童の主な進学先
- 世田谷区立烏山中学校 - 北烏山（5丁目～8丁目）から通う児童の主な進学先

## アクセス
- 京王電鉄京王線千歳烏山駅から、徒歩12分。
- 学校ホームページ内「アクセス」には記載がないが、小田急バス「吉02」系統で、「昭和大学付属烏山病院」停留所からもアクセス可能。